# Stazione di Este
La stazione di Este è una stazione ferroviaria a servizio del comune di Este sulla linea Mantova – Monselice.

## Strutture e impianti

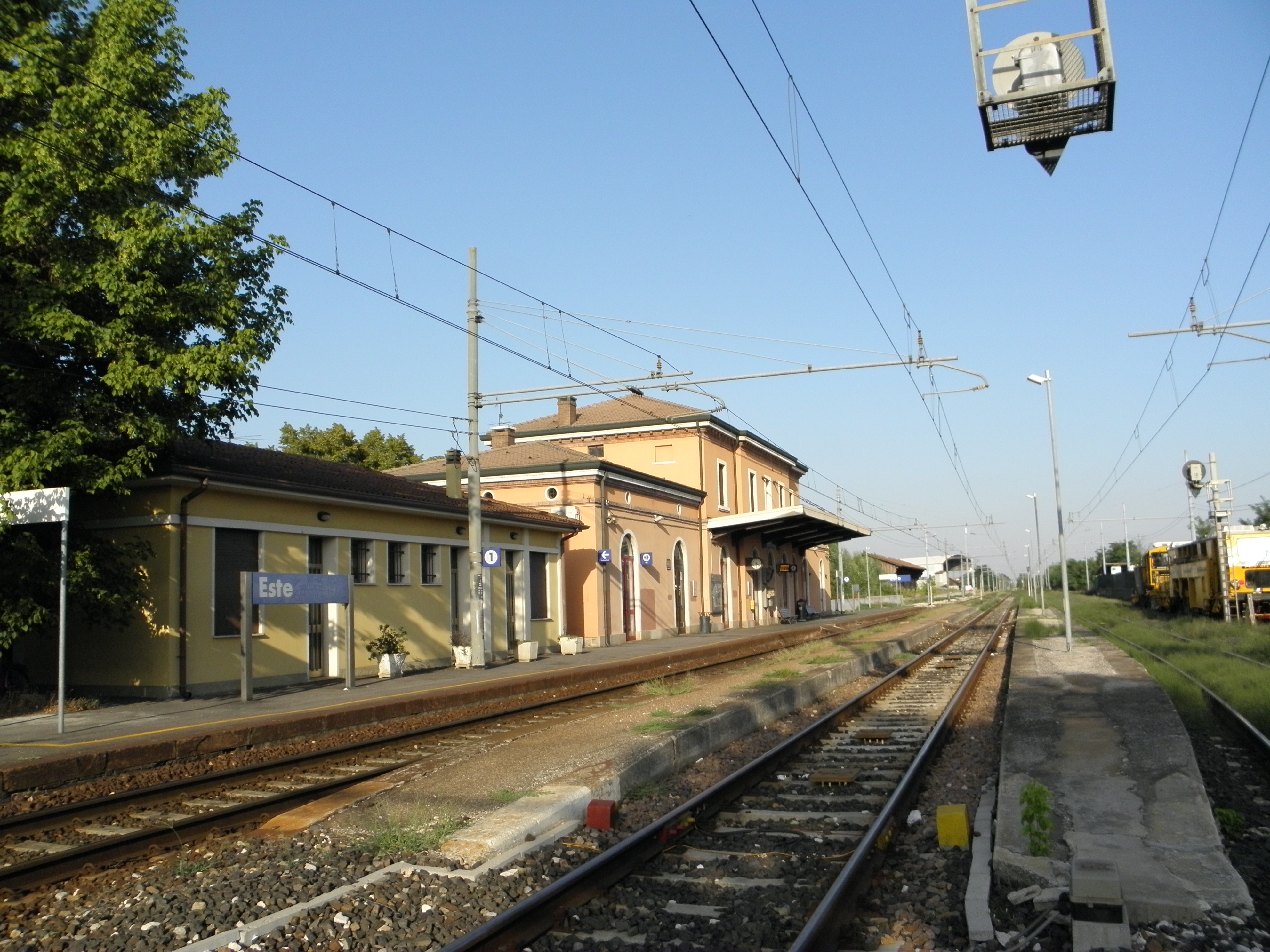
Il fabbricato viaggiatori visto dalla pensilina del piazzale del ferro.

Il fabbricato viaggiatori si compone su due livelli di cui solo il primo è fruibile da parte dei viaggiatori. Dal fabbricato principale si diramano simmetricamente due corpi laterali di minor dimensione.
L'impianto è dotato di scalo merci, inutilizzato, con annesso magazzino.
Il piazzale si compone di quattro binari: il primo è di corsa, il secondo e il terzo sono usati per gli incroci e le precedenze fra i treni, mentre il quarto serve per il ricovero dei mezzi di servizio. Ad eccezione del quarto, i binari sono serviti da banchine collegate fra loro da una passerella in cemento.
La gestione degli impianti è affidata a Rete Ferroviaria Italiana.

## Movimento
Il servizio passeggeri è svolto da Trenitalia e da Sistemi Territoriali; le principali destinazioni sono Padova, Mantova, Monselice, Legnago e durante le fasce pendolari è presente anche qualche servizio per Venezia.

## Servizi
- Sala di attesa
- Biglietteria self service (solo biglietti regionali)[2]
- Parcheggio di scambio per biciclette

## Interscambi
Fra il 1906 e il 1934 sul piazzale antistante la stazione era presente il capolinea della Tranvia Este-Sant'Elena, che consentiva il collegamento pubblico col centro di Este e con la stazione ferroviaria di tale località.